# Ходзё Токимунэ
Ходзё Токимунэ (яп. 北条 時宗 хо:дзё: токимунэ, 5 июня 1251 — 20 апреля 1284) — государственный деятель Японии, представитель клана регентов Ходзё. Известен в первую очередь благодаря тому, что в его правление произошла попытка монгольского вторжения в Японию. Поддерживал распространение дзэн-буддизма и бусидо.

## Биография
Старший сын 5-го правителя (сиккэн) Ходзё Токиёри (1246—1256). С 1268 года — сиккэн.
Принял первых монгольских послов из империи Юань в январе 1268 и после обсуждения отправил обратно в Китай без ответа. Без ответа были оставлены посольства 7 марта 1269 года, 17 сентября 1269 года, в сентябре 1271 и мае 1272 года: Токимунэ отказал им в праве высадки на японскую землю. По его приказу проводились фортификационные работы вдоль северного и северо-западного побережья острова Кюсю.
В 1274 году произошло первое монгольское вторжение в Японию, прекращённое ночным тайфуном. В сентябре 1275 года от Хубилая прибыло новое посольство, которое отказалось покинуть страну без ответа. Токимунэ приказал отрубить им головы. Могилы пяти послов являются достопримечательностью в Цатунокути в Камакуре.
В июле 1279 года прибыло новое посольство от Хубилая. Послам отрубили головы в Хаката. Последовавшее в 1281 году Второе монгольское вторжение в Японию было также неудачным из-за тайфуна.
Ходзё Токимунэ был приверженцем буддийской школы Риндзай-дзэн. В 1271 году изгнал Нитирэна (основателя новой буддийской школы) на остров Садо. Поддерживал наставника своего отца, выходца из Китая Ланьси Даолуна, для которого строил монастырь Энгаку-дзи, но смерть Даолуна в 1278 помешала совершить это подношение. Монастырь получил другой приглашённый Токимунэ из Китая монах Усюэ Цзуюань.
После смерти Токимунэ, Усюэ Цзуюань провозгласил его бодхисаттвой и просветлённым. Могила Токимунэ находится в монастыре Энкаку-дзи.
Следующим регентом стал четырнадцатилетний сын Токимунэ, Ходзё Садатоки.